# Grenze zwischen Liechtenstein und der Schweiz

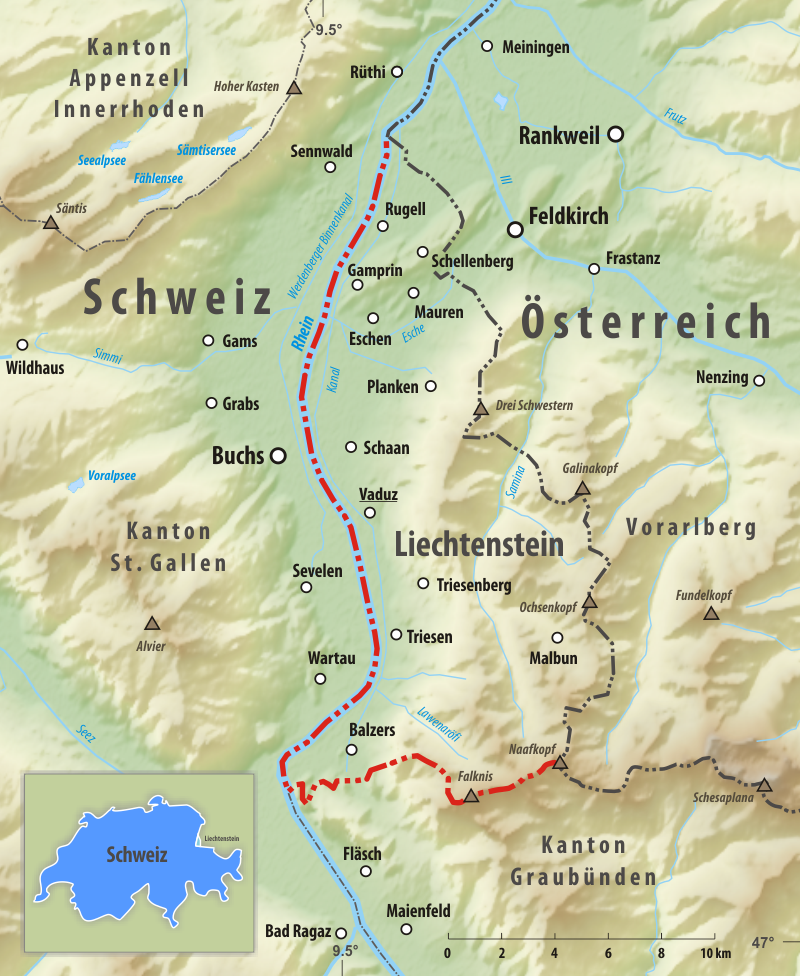
Grenzverlauf Schweiz–Liechtenstein

Die Grenze zwischen Liechtenstein und der Schweiz hat eine Länge von 41 Kilometern.
Sie verläuft vom Norden (zwischen Lienz und Bangs, 427 m ü. M.) entlang des Alpenrheins südwärts bis zum Ellhorn, dann auf Land Richtung Osten über den höchsten Punkt der gemeinsamen Grenze auf dem Vordergrauspitz (2599 m) bis zur österreichischen Grenze auf dem Naafkopf (2570 m). Die Grenze beginnt am nördlichsten Punkt Liechtensteins und passiert den westlichsten (Rhein bei Trübbach/Balzers) und den südlichsten Punkt (Elltal) von Liechtenstein.

## Gemeinden an der Staatsgrenze (von Nord nach Süd)
| S C H W E I Z | S C H W E I Z   | S C H W E I Z   |                 | L I E C H T E N S T E I N | L I E C H T E N S T E I N | L I E C H T E N S T E I N |            |            |            |
| Kanton        | Gemeinde        | Grenz- übergang | Grenz- übergang | Grenz- übergang           | Gemeinde                  | Wahlkreis                 |            |            |            |
| Österreich    | Österreich      | Österreich      | Österreich      | Österreich                | Österreich                | Österreich                | Österreich | Österreich | Österreich |
| ------------- | --------------- | --------------- | --------------- | ------------------------- | ------------------------- | ------------------------- | ---------- | ---------- | ---------- |
| St. Gallen    | Altstätten      |                 | R h e i n       |                           | Ruggell                   | Unterland                 |            |            |            |
| St. Gallen    | Sennwald        |                 | R h e i n       |                           | Ruggell                   | Unterland                 |            |            |            |
| St. Gallen    | Gamprin         |                 | R h e i n       |                           |                           | Unterland                 |            |            |            |
| St. Gallen    | Eschen          |                 | R h e i n       |                           |                           | Unterland                 |            |            |            |
| St. Gallen    | Buchs SG        |                 | R h e i n       |                           |                           | Unterland                 |            |            |            |
| St. Gallen    |                 | Schaan          | R h e i n       | Oberland                  |                           |                           |            |            |            |
| St. Gallen    | Vaduz           |                 | R h e i n       | Oberland                  |                           |                           |            |            |            |
| St. Gallen    | Sevelen         |                 | R h e i n       | Oberland                  |                           |                           |            |            |            |
| St. Gallen    | Triesen         |                 | R h e i n       | Oberland                  |                           |                           |            |            |            |
| St. Gallen    | Wartau          |                 | R h e i n       | Oberland                  |                           |                           |            |            |            |
| St. Gallen    | Balzers         |                 | R h e i n       | Oberland                  |                           |                           |            |            |            |
| St. Gallen    | Sargans         |                 | R h e i n       | Oberland                  |                           |                           |            |            |            |
| St. Gallen    | A l p e n       |                 |                 | Oberland                  |                           |                           |            |            |            |
| Graubünden    | Fläsch          |                 |                 | Oberland                  |                           |                           |            |            |            |
| Graubünden    | Maienfeld       |                 |                 | Oberland                  |                           |                           |            |            |            |
| Graubünden    | Triesen         |                 |                 | Oberland                  |                           |                           |            |            |            |
| Graubünden    | Fläsch          |                 |                 | Oberland                  |                           |                           |            |            |            |
| Graubünden    | Maienfeld       |                 |                 | Oberland                  |                           |                           |            |            |            |
| Graubünden    | Schaan (Guschg) |                 |                 | Oberland                  |                           |                           |            |            |            |
| Österreich    |                 |                 |                 |                           |                           |                           |            |            |            |

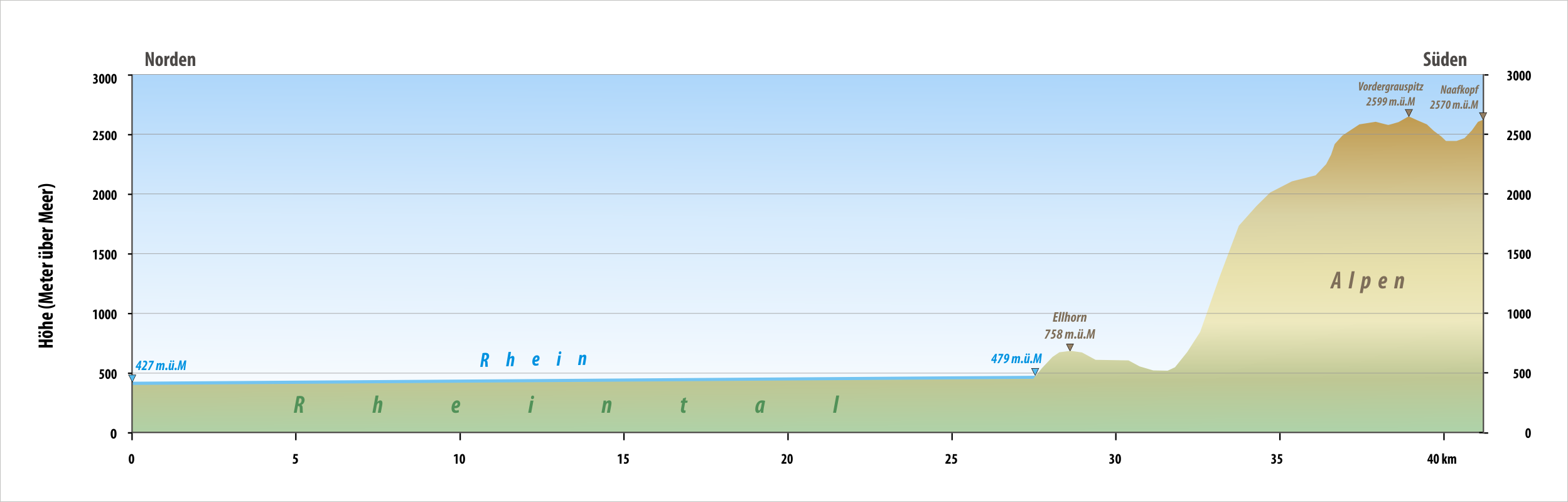
Grenzverlauf Liechtenstein – Schweiz

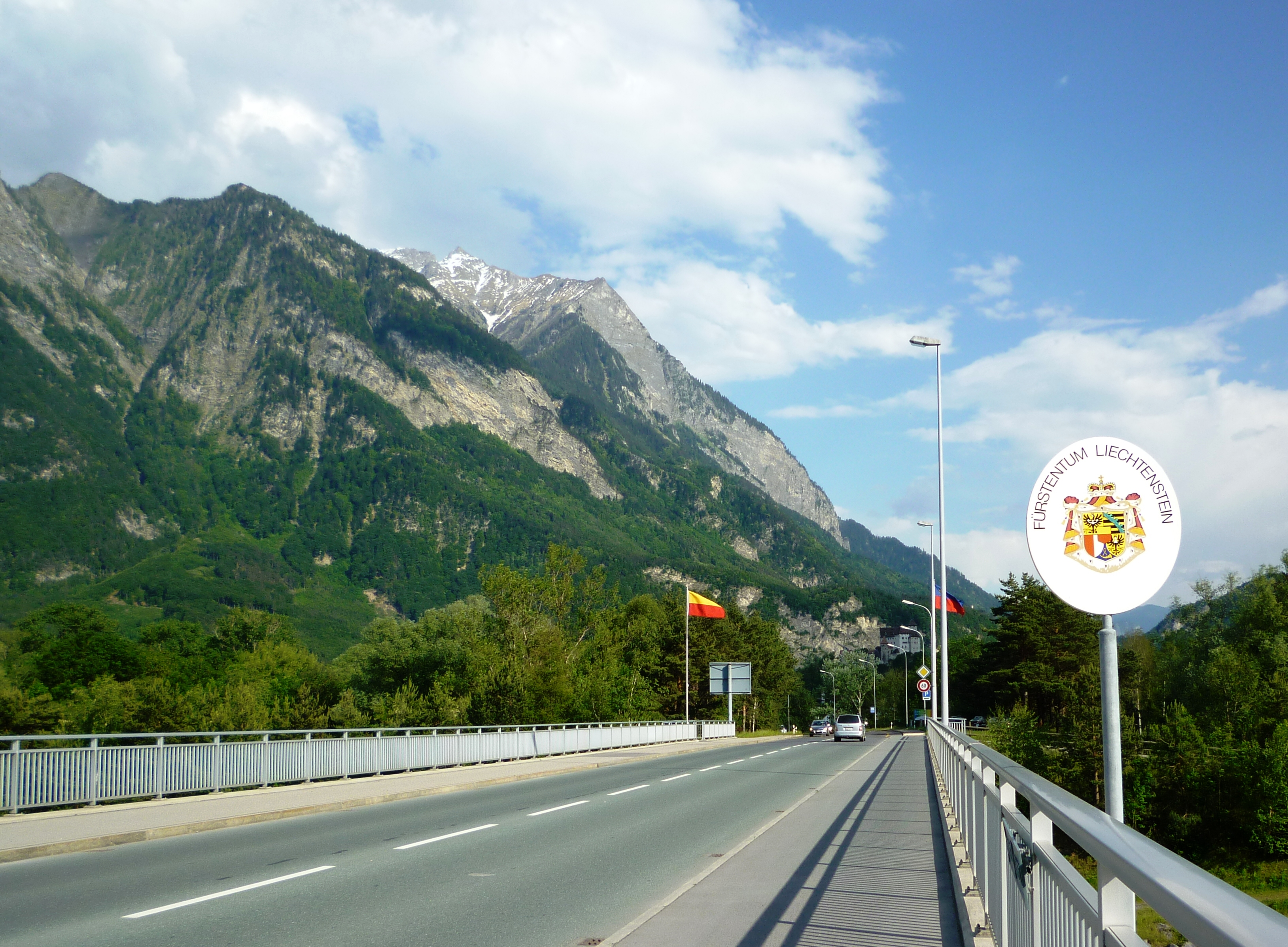
Rheinbrücke bei Trübbach

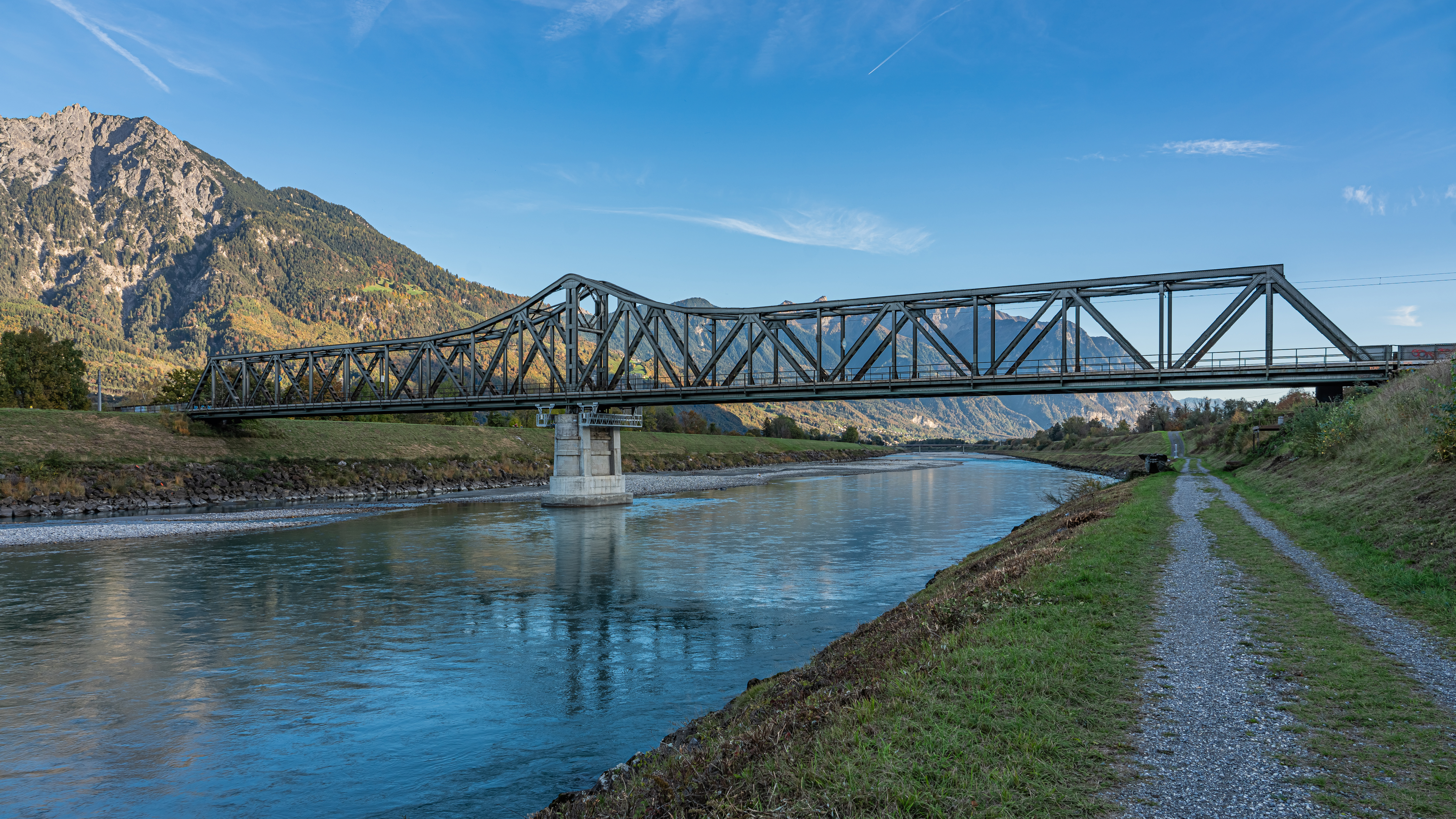
Eisenbahnbrücke über den Rhein (Bahnstrecke Feldkirch–Buchs)

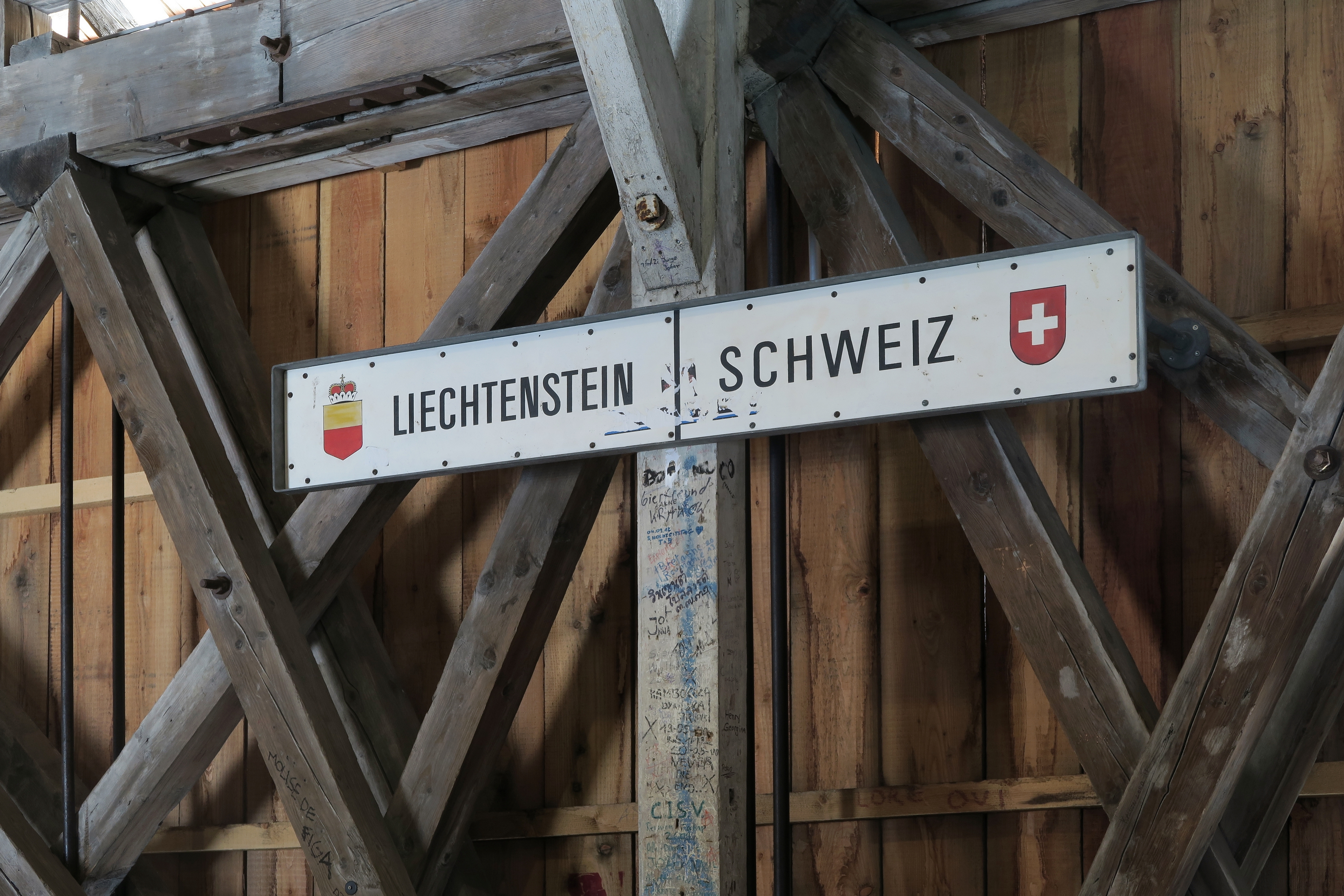
Grenzmarkierung auf der Alten Rheinbrücke Vaduz–Sevelen

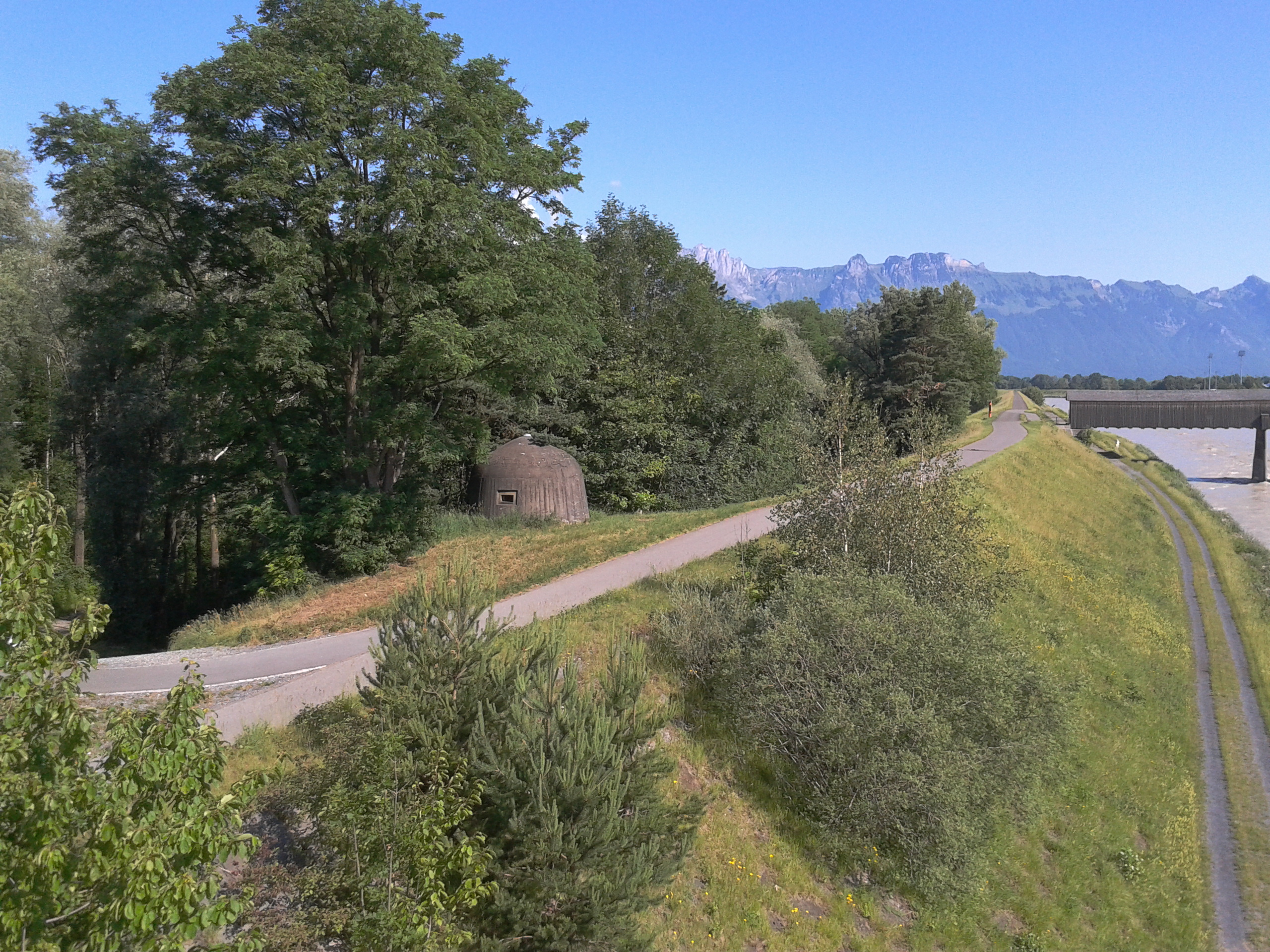
Uferdamm mit Bunker auf Schweizer Seite (Sevelen–Vaduz)

Der Strassenverkehr zwischen den beiden Ländern ist möglich über die Rheinbrücken (Trübbach–Balzers (2), Sevelen–Vaduz (2), Buchs–Schaan (3), Haag–Bendern, Salez–Ruggell) und über die St. Luzisteig.
Aufgrund des gemeinsamen Zollvertrags von 1923 ist die Grenze völlig offen, Schweizer Zollkontrollen finden bei Feldkirch statt.

## Geschichte
Von 1939 bis 1948 wurde die Grenze von Schweizer Armeeeinheiten bewacht und kontrolliert. Sie konnte nicht mehr frei überschritten werden. Liechtensteiner und Schweizer benötigten einen gültigen Ausweis, Ausländer ein gültiges Visum. Im Falle eines Angriffs auf Liechtenstein hätten sich das Schweizer Grenzwachtkorps, das die Grenze zwischen Liechtenstein und Österreich sicherte, hinter die liechtensteinisch-schweizerische Grenze zurückgezogen. Sie hatten kein Mandat von Bern, Liechtenstein zu verteidigen.
Während und nach dem Zweiten Weltkrieg wurde die Grenze massiv von Schweizer Seite militärisch ausgebaut. Kurz hinter der Grenze zwischen Balzers und St. Luzisteig entstanden Panzerhindernisse, die das gesamte Tal absperrten. Nicht weit dahinter befindet sich eine mittelalterliche Sperranlage, die noch heute als Waffenplatz der Schweizer Armee dient. Auf Schweizer Seite entstanden auf den Hochwasserschutzdämmen Infanterie-Bunker und am Rhein mächtige Sperrfestungen wie beispielsweise die Festungen Furggels, Tschingel, Schollberg und Magletsch. Das für die Festung Sargans strategisch wichtige Gebiet des Ellhorns wurde 1948 von der Schweiz durch Abtausch von Land am Nordhang des Fläscherbergs bei Balzers mit Liechtenstein erworben und militärisch befestigt.
Nach dem Beitritt der Schweiz zum Schengener Abkommen verlangte die EU von der Schweiz, die Grenze zu Liechtenstein als Schengen-Aussengrenze wieder zu kontrollieren, obwohl Liechtenstein nur an die Schengen-Länder Schweiz und Österreich grenzt. Die Forderung ist mit dem Beitritt Liechtensteins zum Schengen-Raum 2011 hinfällig geworden.